# Aleksandr Dmitrievič Malofeev
Aleksandr Dmitrievič Malofeev (in russo Александр Дмитриевич Малофеев?, traslitterato anche Alexander Dimitrievich Malofeev; Mosca, 21 ottobre 2001) è un pianista russo.

## Biografia
Ha ottenuto riconoscimento internazionale grazie all'esibizione tenuta all'VIII edizione del Concorso Čajkovskij per giovani musicisti nel 2014, dove ha vinto il Primo Premio. Nel 2016 ha vinto il Grand Prix al Concorso internazionale per giovani pianisti «Grand Piano Competition».
Nell’aprile 2017, in occasione dei concerti inaugurali del Festival Pianistico Internazionale di Brescia e Bergamo ha ricevuto il premio “Giovane talento musicale dell’anno 2017” – “Best Young Musician of 2017”.
Attualmente studia alla Scuola musicale "Gnessin" di Mosca sotto la guida di Elena Berezkina, insignita del titolo russo di Operatrice benemerita della cultura.

## Discografia
- Tchaikovsky, Medtner, Liszt; Recorded at the Queensland Conservatorium Theatre, Brisbane (Australia) - Master Performers, 2016[2]